# Lüssow (bei Stralsund)
Lüssow település Németországban, Mecklenburg-Elő-Pomeránia tartományban. Lakosainak száma 835 fő (2023. december 31.).

## Népesség
A település népességének változása:
| Lakosok száma | 817  | 822  | 785  | 794  | 835  |
|               | 2017 | 2019 | 2021 | 2022 | 2023 |